# The Milagro Beanfield War
The Milagro Beanfield War is een Amerikaanse komedie-dramafilm uit 1988, geregisseerd door Robert Redford en gebaseerd op de gelijknamige roman van John Nichols uit 1974.  De film werd buiten competitie vertoond op het Filmfestival van Cannes. 

## Verhaallijn
Het verhaal draait om de strijd van een man in New Mexico om zijn kleine bonenveld te beschermen tegen grotere bedrijven.

## Rolverdeling
- Rubén Blades als Sheriff Bernabe Montoya
- Richard Bradford als Ladd Devine
- Sônia Braga als Ruby Archuleta
- Julie Carmen als Nancy Mondragon
- James Gammon als "Horsethief Shorty" Wilson
- Melanie Griffith als Flossie Devine
- John Heard als Charlie Bloom
- Carlos Riquelme als Amarante Cordova
- Daniel Stern als Herbie Platt
- Chick Vennera als Joe Mondragon
- Christopher Walken als Kyril Montana
- Freddy Fender als burgemeester Sammy Cantú
- Tony Genaro als Nick Rael
- Jerry Hardin als Emerson Capps
- Robert Carricart als Coyote Angel
- M Emmet Walsh als gouverneur